# Parcul Nicolae Romanescu
Parcul Nicolae Romanescu din Craiova este cel mai mare și mai cunoscut parc al orașului, fiind declarat monument istoric cu codul  DJ-II-a-A-07924. 
La inițiativa lui Nicolae P. Romanescu, primarul Craiovei de la acea vreme, parcul a fost proiectat de arhitectul francez Édouard Redont. În 1900, planurile parcului au fost medaliate cu aur la Expoziția Universală de la Paris (1900). Construcția a început în 1901 și a fost finalizată în 1903, acesta fiind un parc urban.  
De-a lungul anilor a purtat mai multe nume: Parcul Bibescu-după numele grădinii pe locul căreia a fost construit, Parcul Independenței (în fața intrării principale existând până la sfârșitul celui de-al II-lea război mondial un superb monument dedicat independenței, din păcate azi dispărut), Parcul Poporului- până în 1989 și Parcul Nicolae Romanescu.
Suprafața totală a parcului este de peste 96 de hectare și cuprinde, pe lângă plantațiile ornamentale de arbori și arbuști, o întindere de apă de peste 4 ha, formată dintr-o înșiruire de bălți cu nuferi legate între ele prin mici cascade sau traversate de podețe, adăpost pentru multe specii de păsări de apă, pești, broaște țestoase, un lac cu bărci pentru agrement și o insulă pe care se poate ajunge pe 2 poduri. De asemenea parcul are un hipodrom de 20 ha, un velodrom, drumuri, alei și poteci care însumează peste 35 km lungime, piste de biciclete. Este eronat considerat în cultura populară cel mai mare parc natural din estul Europei, ca întindere se află pe locul doi în România, cu aproximativ 90 de ha, după Parcul Herăstrău din București. De asemenea, nu este un parc natural, ci un parc urban. Este dotat cu un amfiteatru pentru spectacole în aer liber, una dintre cele mai vechi grădini zoologice din țară, inaugurată în anul 1906 și câteva restaurante. 
Una din curiozitățile descoperite despre Parcul Romanescu (Parc Bibesco, denumirea din 1900) este aceea că inspirația directă a arhitectului Édouard Redont, este Parcul Buttes-Chaumont din Paris, o capodoperă a peisagisticii romantice, se reflectă în numeroase elemente arhitecturale și peisagistice, multe dintre ele fiind reproduse aproape fidel. Parcul Buttes-Chaumont, inaugurat în 1867 sub îndrumarea lui Jean-Charles Alphand, este cunoscut pentru lacul său central, podurile suspendate și relieful său variat. Édouard Redont a integrat aceste caracteristici în proiectul Parcului Nicolae Romanescu (Parc Bibesco, denumirea din 1900), adaptându-le contextului local. Enumerăm aici elementele aproape identice care au fost reproduse fidel în proiectul medaliat cu aur la Expozitia Universală de la Paris realizat cu sprijinul primarului Urbei Craiova, Nicolae P. Romanescu. 
Elemente similare între cele două parcuri:
1. Rotonda (Glorieta) Inspirată de Templul Sibilei din Parcul Buttes-Chaumont, Rotonda din Parcul Nicolae Romanescu este amplasată pe marginea ridicată a unei văi, oferind o priveliște panoramică. Acest element al monumentului istoric (DJ-II-a-A-07924) este un punct de referință arhitectural și simbolic în parc.
2. Podul suspendat cu cabluri Similar podului suspendat cu cabluri din Parcul Buttes-Chaumont, podul suspendat din Craiova este construit din metal și decorat cu elemente de fier forjat. Este o atracție iconică a parcului și impresionează prin designul său tehnic și estetic.
3. Structurile din ciment care imită stâncile naturale Acestea sunt folosite pe scară largă în ambele parcuri pentru a crea o iluzie de peisaj sălbatic. În Parcul Nicolae Romanescu, ele sunt prezente:
  - La podul suspendat cu cabluri.
  - În jurul lacului artificial.
  - De-a lungul pârâului care traversează parcul.
4. Podurile cu balustrade din ciment care imită ramurile arborilor Aceste structuri, care reproduc aspectul natural al lemnului, sunt elemente decorative și funcționale specifice stilului romantic. Ele pot fi întâlnite în ambele parcuri, amplificând senzația de integrare cu natura.
5. Lacul artificial și insulele sale Similar lacului central din Parcul Buttes-Chaumont, lacul din Parcul Nicolae Romanescu este un punct focal al designului peisagistic. Insulele și malurile sale sunt modelate pentru a sugera un peisaj natural, iar stâncile din ciment completează această iluzie.
6. Elementele din fier forjat
  - Băncile decorative: Ornamentele din fier forjat ale băncilor sunt similare cu cele din Parcul Buttes-Chaumont, reflectând atenția la detalii și eleganța specifică stilului francez.
  - Stâlpii de iluminat: Stâlpii din fier forjat, cu design artistic, contribuie la atmosfera romantică a parcului, fiind aproape identici cu cei din parcul parizian.
7. Relieful variat și cascadele artificiale Relieful dramatic, cu văi și dealuri, este specific ambelor parcuri. Cascadele artificiale completează peisajul, oferind un spectacol vizual și auditiv care atrage vizitatorii.

În Parcul Nicolae Romanescu sunt câteva obiective turistice care merită să fie vizitate:
1. Podul Suspendat - un pod foarte vechi construit în 1901-1902[3]
2. Castelul Fermecat - este un castel (fost restaurant) aflat pe unul dintre dealuri, în apropierea podului, acum fiind obiectiv turistic.
3. Hipodromul Craiova - Inaugurat in 1903, era folosit pentru curse de trap și galop. După cel de Al Doilea Război Mondial partea din fața tribunei a fost transformată în teren pentru concursurile de sărituri peste obstacole. Din anul 2000 nu s-au mai desfășurat concursuri importante, aici funcționând doar o școală de echitație iar pista de trap a fost utilizată pentru organizarea[4] concursurilor de atletism. Există intenția modernizării și revalorificării hipodromului ca și a velodromului din apropiere.
4. Grădina Zoologică - este printre cele mai vechi din România. Aceasta găzduiește o mulțime de animale exotice precum: jaguarul, tigrul, ursul, leul, lupul, lama, capra, cerbul, muflonul, maimuța capucin brun, iepurele de casă, porcușorul de Guineea, porcul mistreț, porcul pitic vietnamez, nutria, struțul african și emu, etc.

În 1944, în momentul retragerii din Basarabia, primarul Chișinăului Hanibal Orațiu Dobjanski a demontat statuia lui Ștefan cel Mare și Sfânt din oraș și-a adăpostit-o în parcul Romanescu din Craiova.

## Galerie

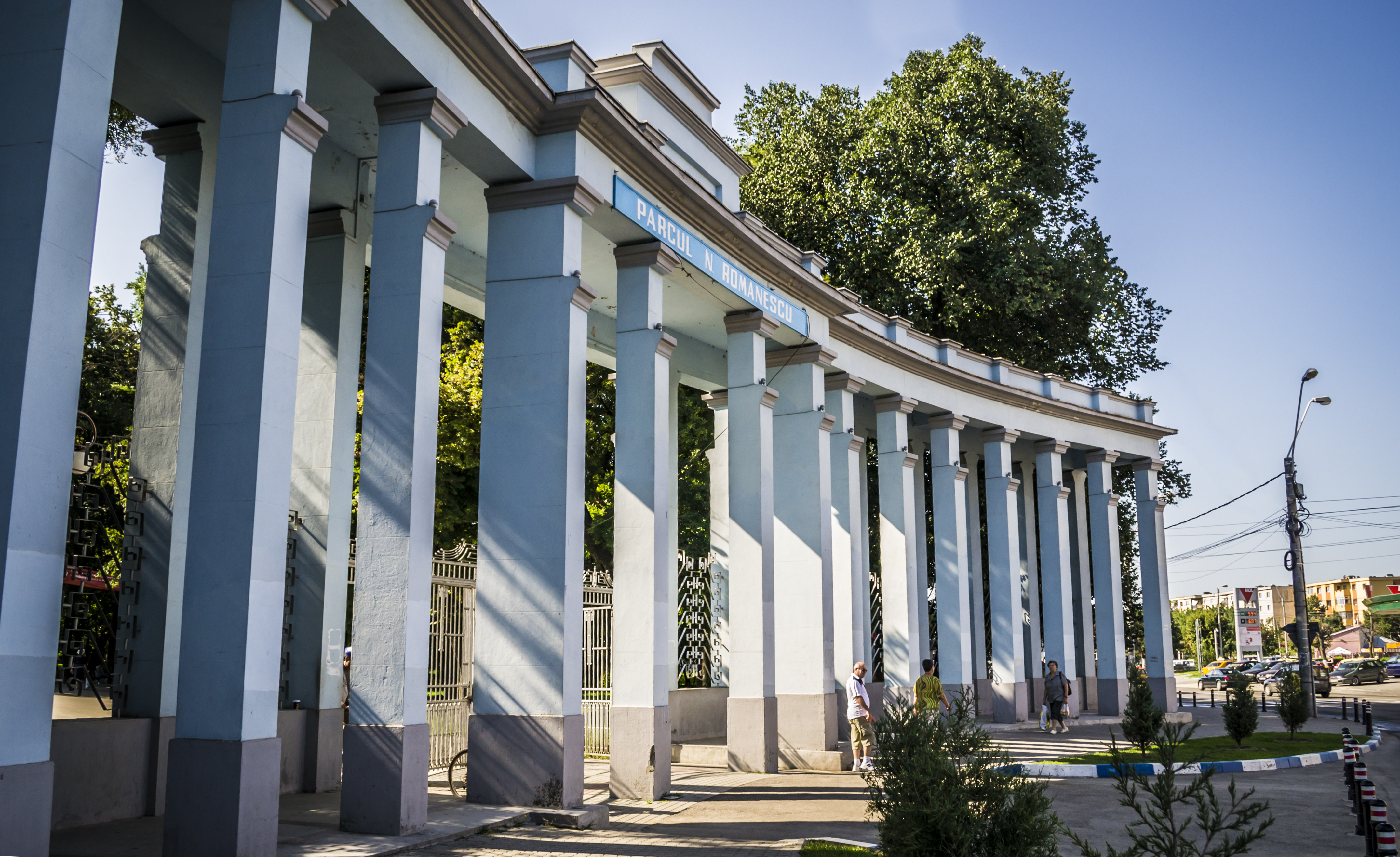
Intrarea in parc
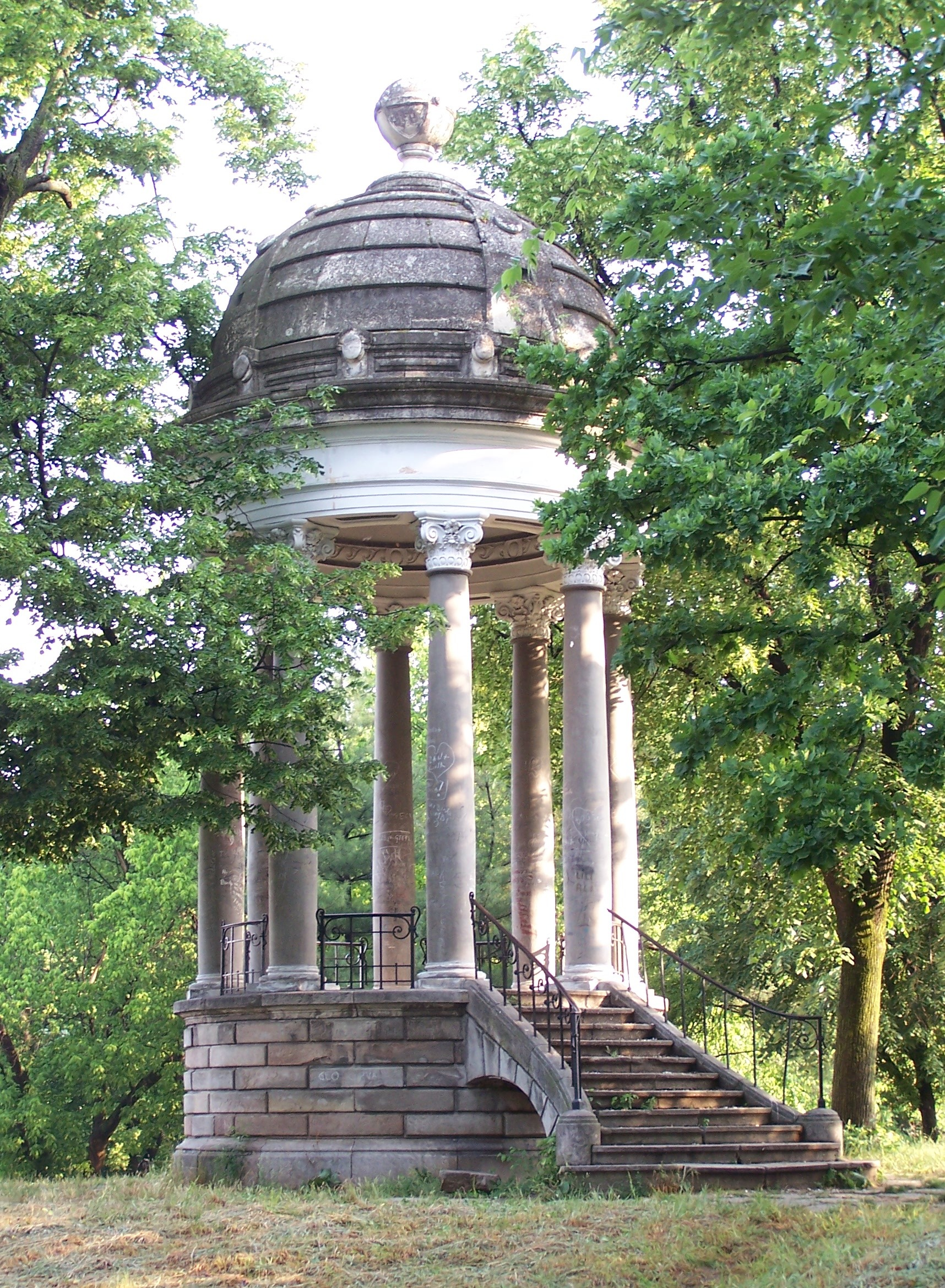
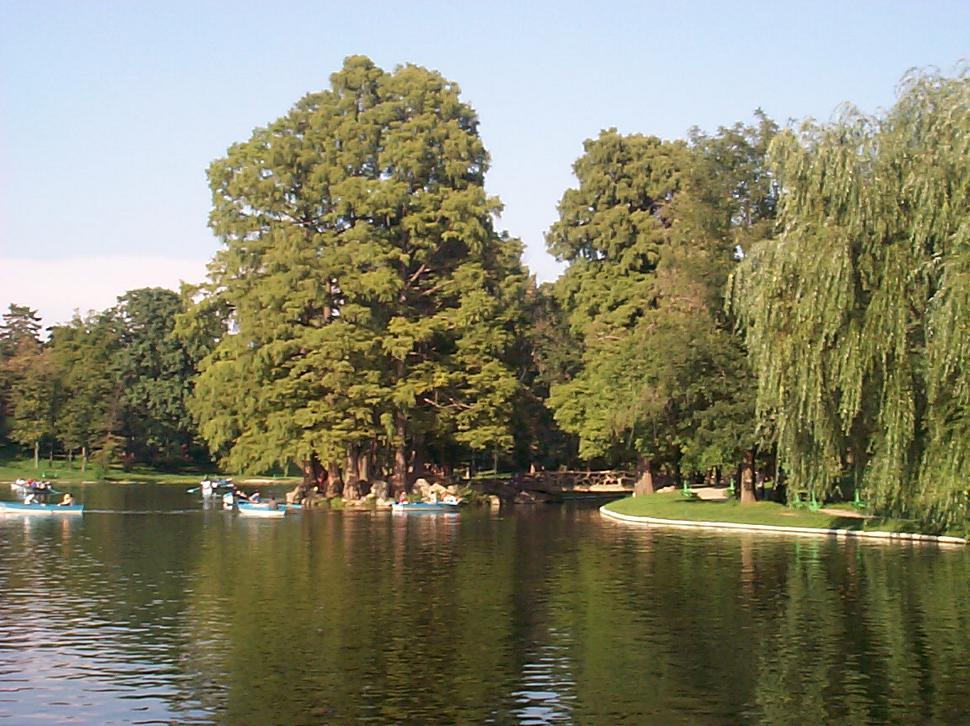
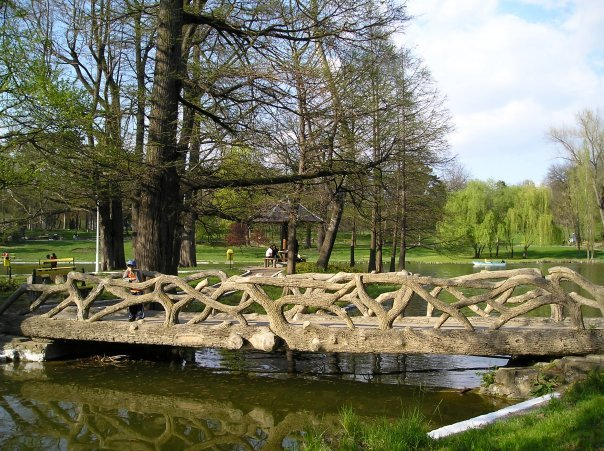
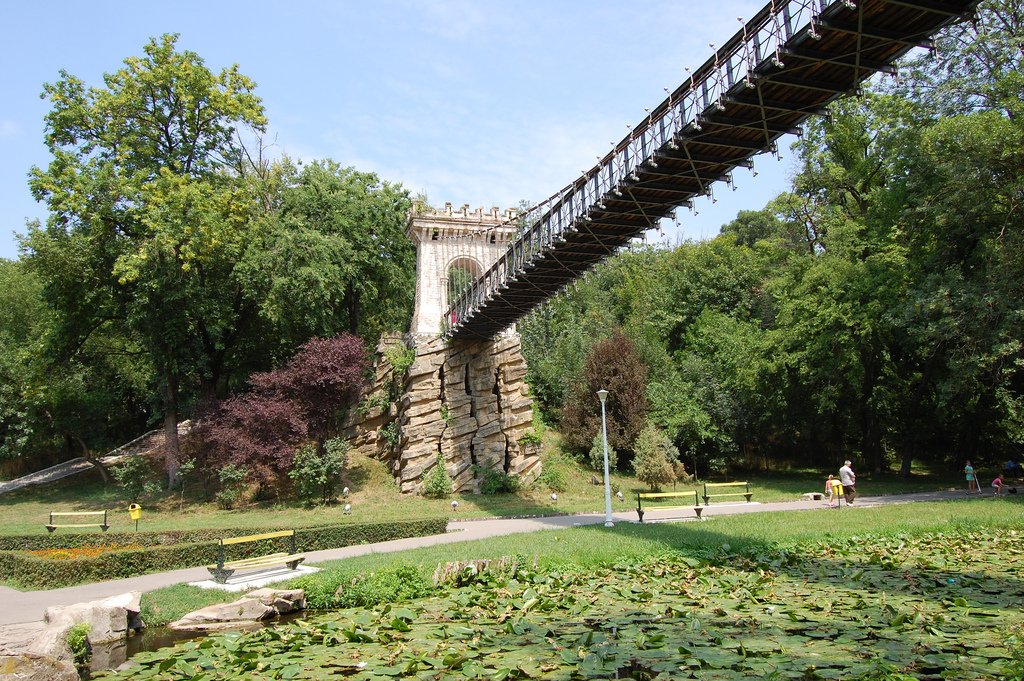
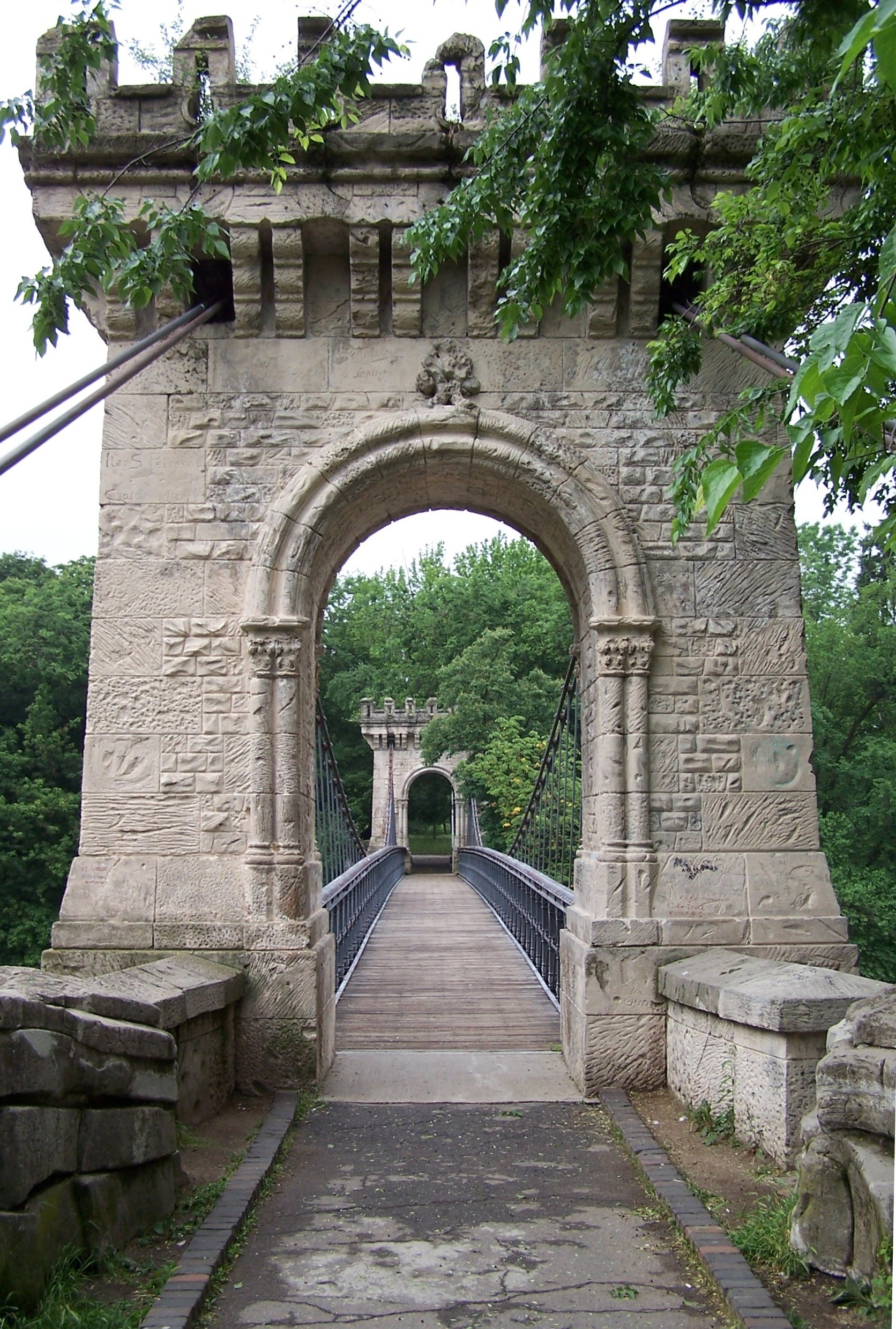
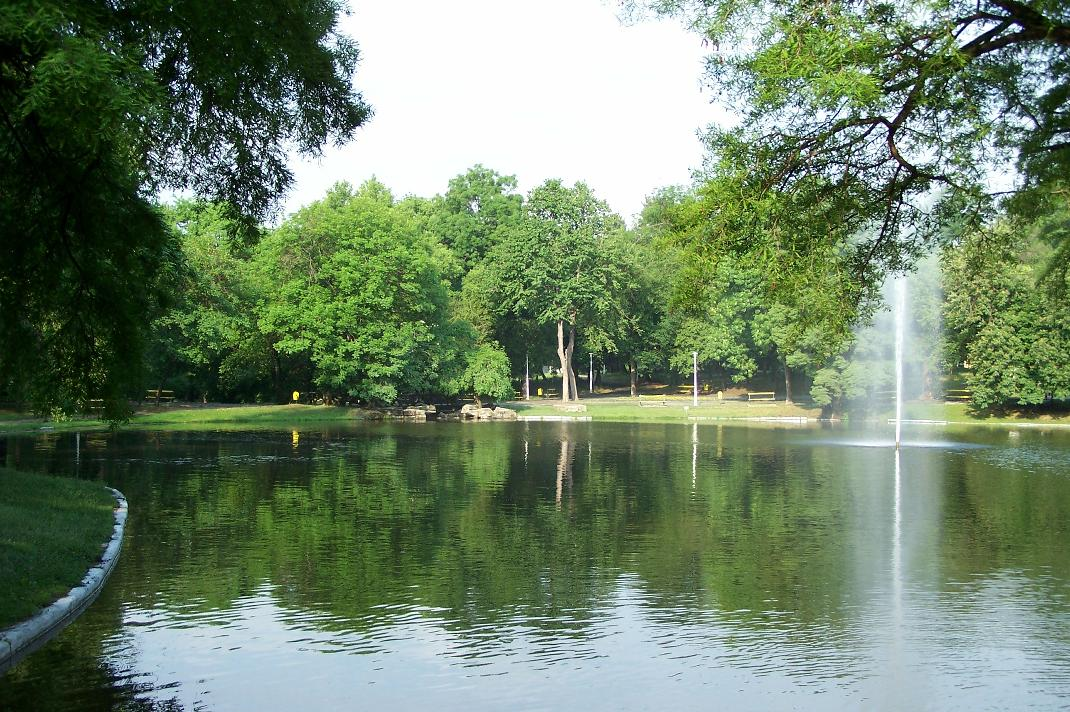

## Filmografie
- Cuibul de viespi, 1987 regizat de Horea Popescu, cu scene filmate în Parcul Nicolae Romanescu.
- Momentul adevărului,1989 regizat de Andrei Blaier, deși actiunea filmului se desfașoară într-un oraș din Transilvania, întâlnirile romantice din parc sunt filmate în Parcul Nicolae Romanescu, ultima are loc în Rotondă.